# Begonia cleopatrae
Espèce
Begonia cleopatrae est une espèce de plantes de la famille des Begoniaceae. Ce bégonia rhizomateux est originaire des Philippines. L'espèce fait partie de la section Baryandra ; elle a été décrite en 2010 par C. Coyle.